# آديلايد هاولي كامينغ
آديلايد هاولي كامينغ (بالإنجليزية: Adelaide Hawley Cumming)‏ هي إذاعية ومُدرسة وممثلة أمريكية، ولدت في 6 مارس 1905 في سكرانتون في الولايات المتحدة، وتوفيت في 21 ديسمبر 1998 في بريميرتون في الولايات المتحدة.

## وصلات خارجية
- آديلايد هاولي كامينغ على موقع IMDb (الإنجليزية)